# Madranges
Pour les articles ayant des titres homophones, voir Madrange (homonymie).
Madranges (Madranjas en occitan) est une commune française située dans le département de la Corrèze en Limousin, rattaché à la région Nouvelle-Aquitaine.

## Géographie
Commune du Massif central située sur le plateau de Millevaches dans le parc naturel régional de Millevaches en Limousin, elle est arrosée par le ruisseau de Boulou et la Madrange,  deux affluents de la Vézère.

### Communes limitrophes
Les communes limitrophes sont  Affieux, Beaumont, Le Lonzac, Saint-Augustin et Veix.
|             | Affieux   | Veix           |
| Le Lonzac   | Madranges | Saint-Augustin |
| Chamboulive | Beaumont  |                |

### Climat
Pour des articles plus généraux, voir Climat de la Nouvelle-Aquitaine et Climat de la Corrèze.
Historiquement, la commune est exposée à un climat montagnard.  
En 2020, Météo-France publie une typologie des climats de la France métropolitaine dans laquelle la commune est exposée à un climat de montagne et est dans la région climatique  Ouest et nord-ouest du Massif Central, caractérisée par une pluviométrie annuelle de 900 à 1 500 mm, maximale en automne et en hiver.
Pour la période 1971-2000, la température annuelle moyenne est de 10 °C, avec  une amplitude thermique annuelle de 14,5 °C. Le cumul annuel moyen de précipitations est de 1 391 mm, avec 14,4 jours de précipitations en janvier et 8,4 jours en juillet. Pour la période 1991-2020, la température moyenne annuelle observée sur la station météorologique la plus proche, située sur la commune d'Uzerche à 19 km à vol d'oiseau, est de 12,1 °C et le cumul annuel moyen de précipitations est de 1 097,9 mm,. Pour l'avenir, les paramètres climatiques de la commune estimés pour 2050 selon différents scénarios d’émission de gaz à effet de serre sont consultables sur un site dédié publié par Météo-France en novembre 2022.

## Urbanisme

### Typologie
Au 1er janvier 2024, Madranges est catégorisée commune rurale à habitat dispersé, selon la nouvelle grille communale de densité à 7 niveaux définie par l'Insee en 2022.
Elle est située hors unité urbaine. Par ailleurs la commune fait partie de l'aire d'attraction de Tulle, dont elle est une commune de la couronne,. Cette aire, qui regroupe 43 communes, est catégorisée dans les aires de moins de 50 000 habitants,.

### Occupation des sols
L'occupation des sols de la commune, telle qu'elle ressort de la base de données européenne d’occupation biophysique des sols Corine Land Cover (CLC), est marquée par l'importance des forêts et milieux semi-naturels (51,7 % en 2018), une proportion sensiblement équivalente à celle de 1990 (51,3 %). La répartition détaillée en 2018 est la suivante : 
forêts (50,6 %), zones agricoles hétérogènes (27,3 %), prairies (20,8 %), milieux à végétation arbustive et/ou herbacée (1,1 %), zones humides intérieures (0,2 %).
L'évolution de l’occupation des sols de la commune et de ses infrastructures peut être observée sur les différentes représentations cartographiques du territoire : la carte de Cassini (XVIIIe siècle), la carte d'état-major (1820-1866) et les cartes ou photos aériennes de l'IGN pour la période actuelle (1950 à aujourd'hui).

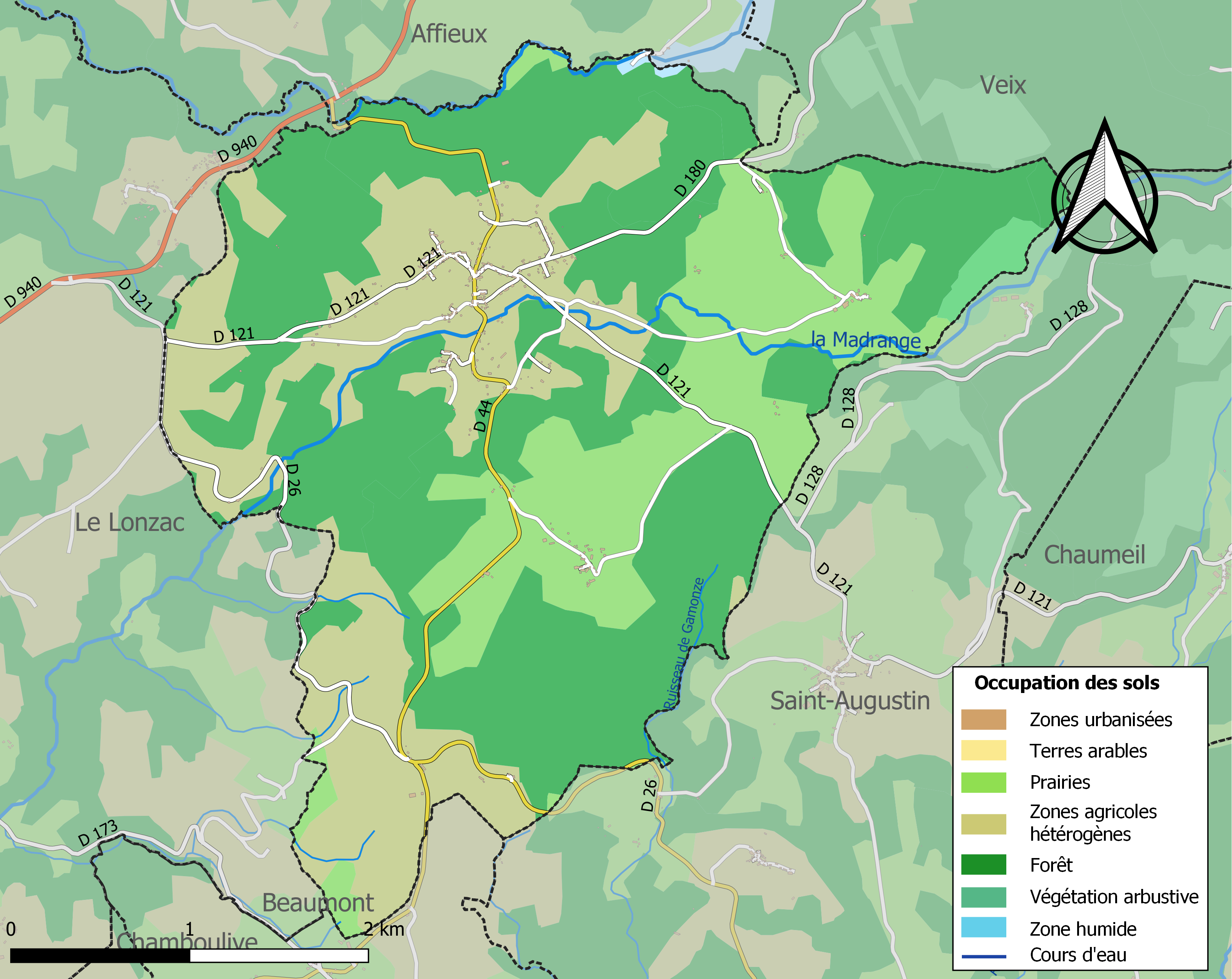
Carte des infrastructures et de l'occupation des sols de la commune en 2018 (CLC).

### Risques majeurs
Le territoire de la commune de Madranges est vulnérable à différents aléas naturels : météorologiques (tempête, orage, neige, grand froid, canicule ou sécheresse), feux de forêts et séisme (sismicité très faible). Il est également exposé à un risque particulier : le risque de radon. Un site publié par le BRGM permet d'évaluer simplement et rapidement les risques d'un bien localisé soit par son adresse soit par le numéro de sa parcelle.

#### Risques naturels

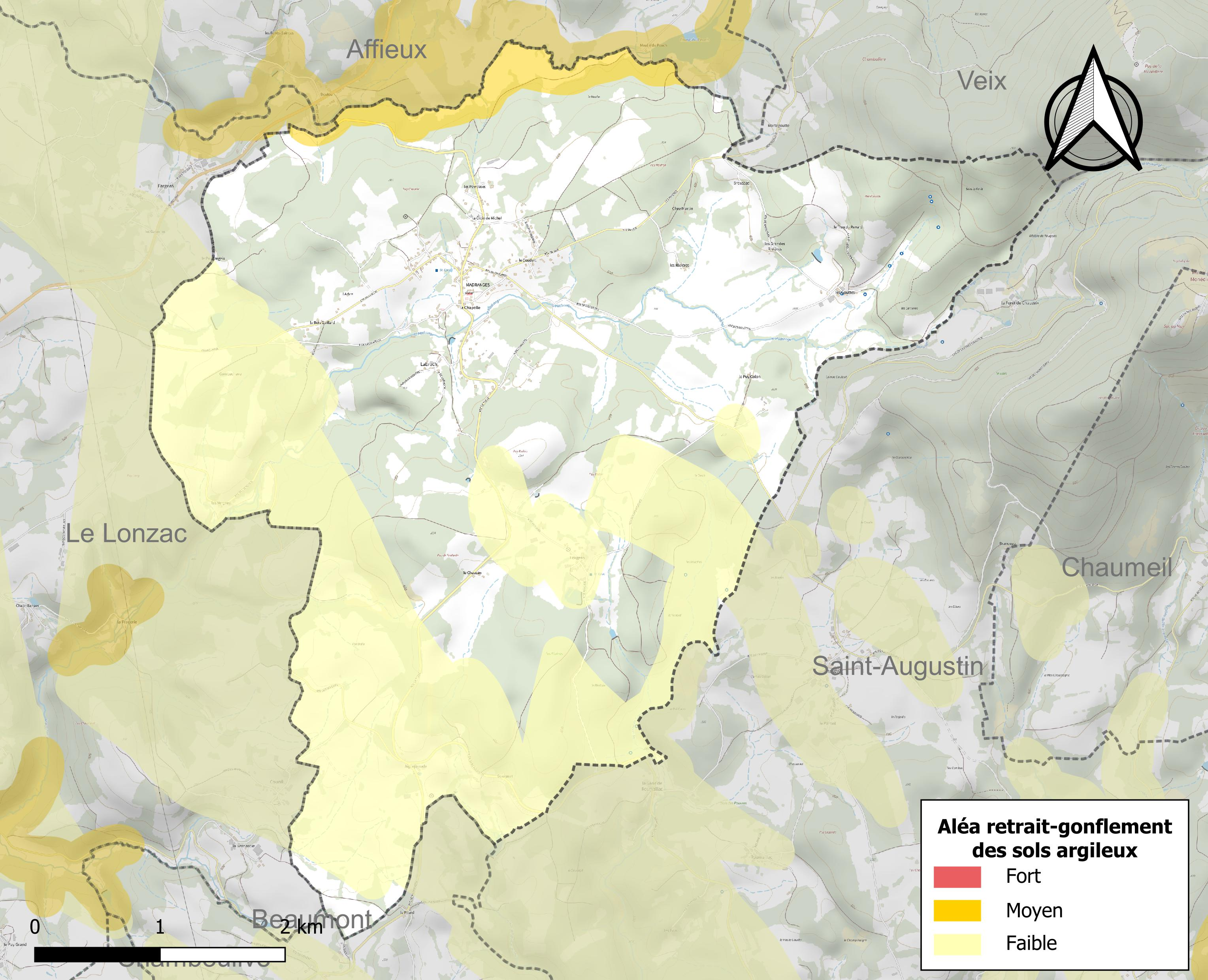
Carte des zones d'aléa retrait-gonflement des sols argileux de Madranges.

Le retrait-gonflement des sols argileux est susceptible d'engendrer des dommages importants aux bâtiments en cas d’alternance de périodes de sécheresse et de pluie. 2,6 % de la superficie communale est en aléa moyen ou fort (26,8 % au niveau départemental et 48,5 % au niveau national). Sur les 203 bâtiments dénombrés sur la commune en 2019,  aucun n'est en aléa moyen ou fort, à comparer aux 36 % au niveau départemental et 54 % au niveau national. Une cartographie de l'exposition du territoire national au retrait gonflement des sols argileux est disponible sur le site du BRGM,.
Concernant les feux de forêt, aucun plan de prévention des risques incendie de forêt (PPRIF) n’a été établi en Corrèze, néanmoins le code de l’urbanisme impose la prise en compte des risques dans les documents d’urbanisme. Le périmètre des servitudes d'utilité publique et des zones d'obligation légale de débroussaillement pour les particuliers est quant à lui défini pour la commune dans une carte dédiée. 

#### Risque particulier
Dans plusieurs parties du territoire national, le radon, accumulé dans certains logements ou autres locaux, peut constituer une source significative d’exposition de la population aux rayonnements ionisants. Certaines communes du département sont concernées par le risque radon à un niveau plus ou moins élevé. Selon la classification de 2018, la commune de Madranges est classée en zone 3, à savoir zone à potentiel radon significatif. 

## Histoire
Le protestantisme s'implante à Madranges à partir de 1898. Madranges était alors une section reculée de la commune du Lonzac, dépourvue de prêtre, largement ignorée par le curé du Lonzac malgré les demandes des paroissiens. Ayant connaissance du cas de Villefavard, le sacristain de Madranges et quelques amis font appel au pasteur de Brive : un temple est construit et inauguré le 11 mars 1900. Le culte du dimanche était alors très suivi (rarement moins de cent fidèles). Les pasteurs s'intéressent à la vie économique et sociale, et les phosphates sont surnommés « la poudre protestante ». Le poste pastoral n'est plus pourvu depuis 1947.

## Politique et administration

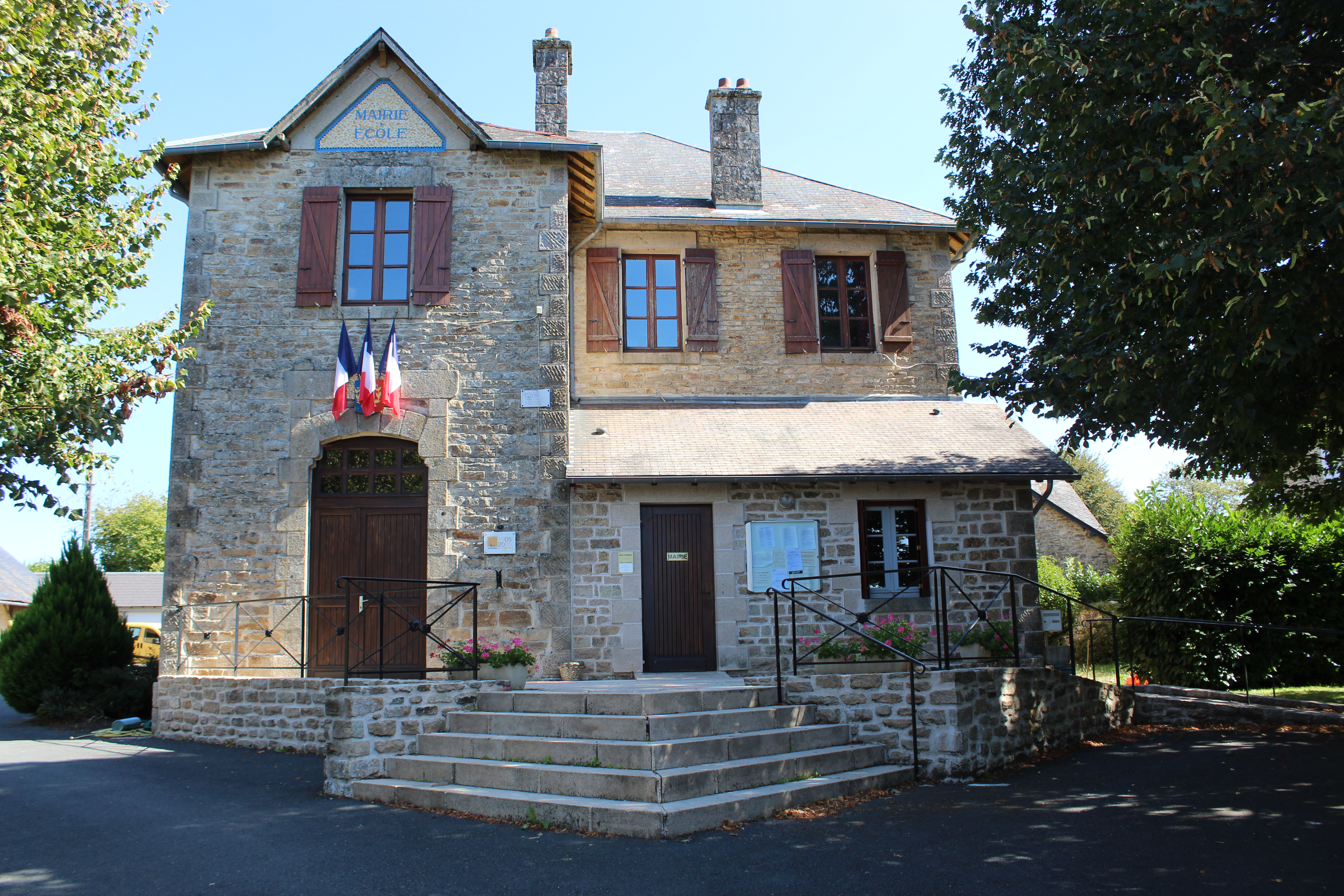
La mairie.

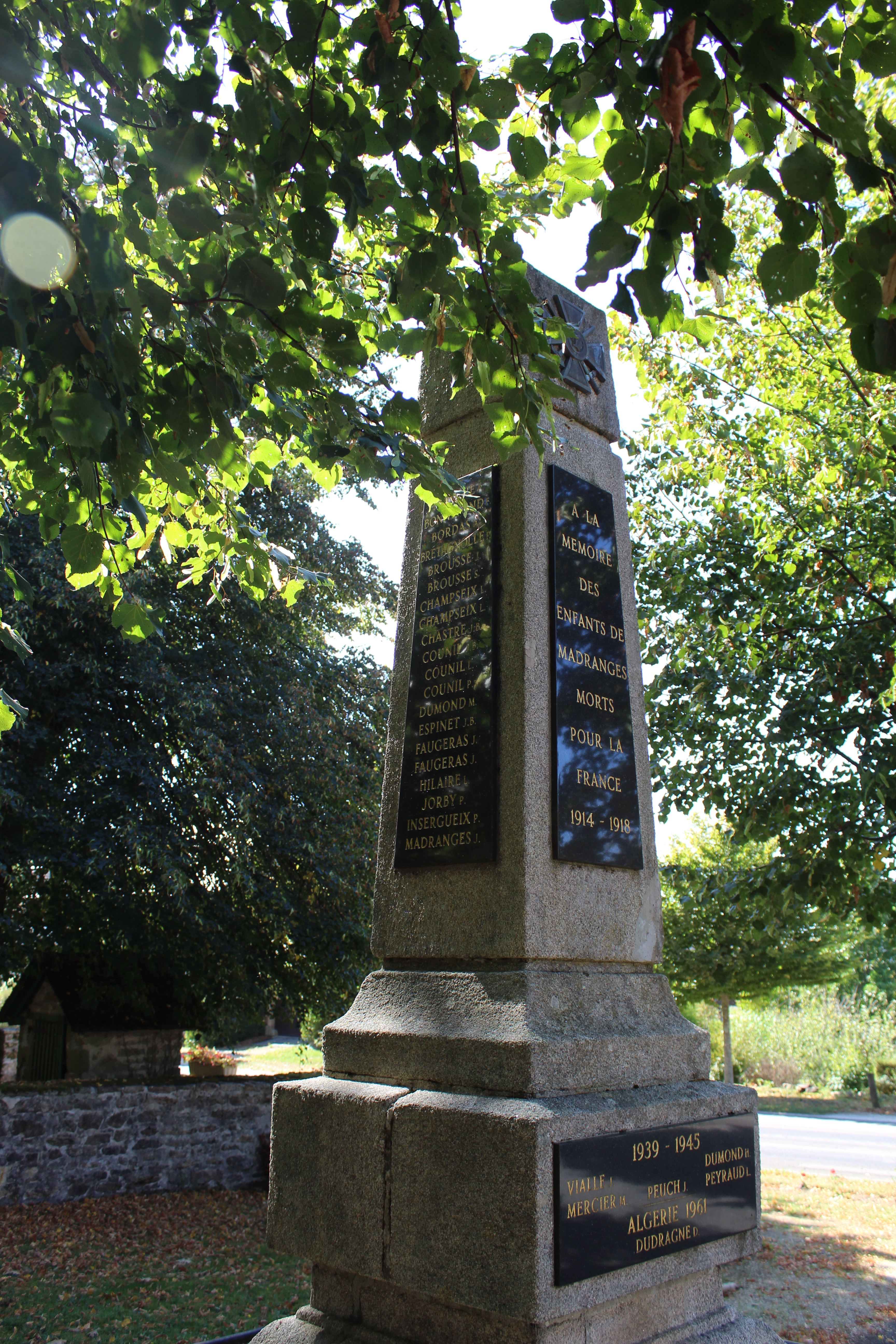
Le monument aux morts.

| Période   | Période   | Identité           | Étiquette | Qualité        |
| --------- | --------- | ------------------ | --------- | -------------- |
| mars 1989 | mars 2001 | Jacques Peschadour |           |                |
| mars 2001 | mars 2014 | Daniel Goube       |           |                |
| mars 2014 | mai 2020  | Didier Deguin      |           |                |
| mai 2020  | En cours  | Jean-Pierre Bort   |           | Cadre retraité |

## Démographie
| 1906 | 1911 | 1921 | 1926 | 1931 | 1936 | 1946 | 1954 | 1962 |
| ---- | ---- | ---- | ---- | ---- | ---- | ---- | ---- | ---- |
| 571  | 601  | 510  | 505  | 507  | 492  | 370  | 295  | 257  |

| 1968 | 1975 | 1982 | 1990 | 1999 | 2006 | 2011 | 2016 | 2021 |
| ---- | ---- | ---- | ---- | ---- | ---- | ---- | ---- | ---- |
| 225  | 159  | 172  | 174  | 178  | 186  | 197  | 193  | 176  |

| 2022 | - | - | - | - | - | - | - | - |
| ---- | - | - | - | - | - | - | - | - |
| 168  | - | - | - | - | - | - | - | - |

## Lieux et monuments

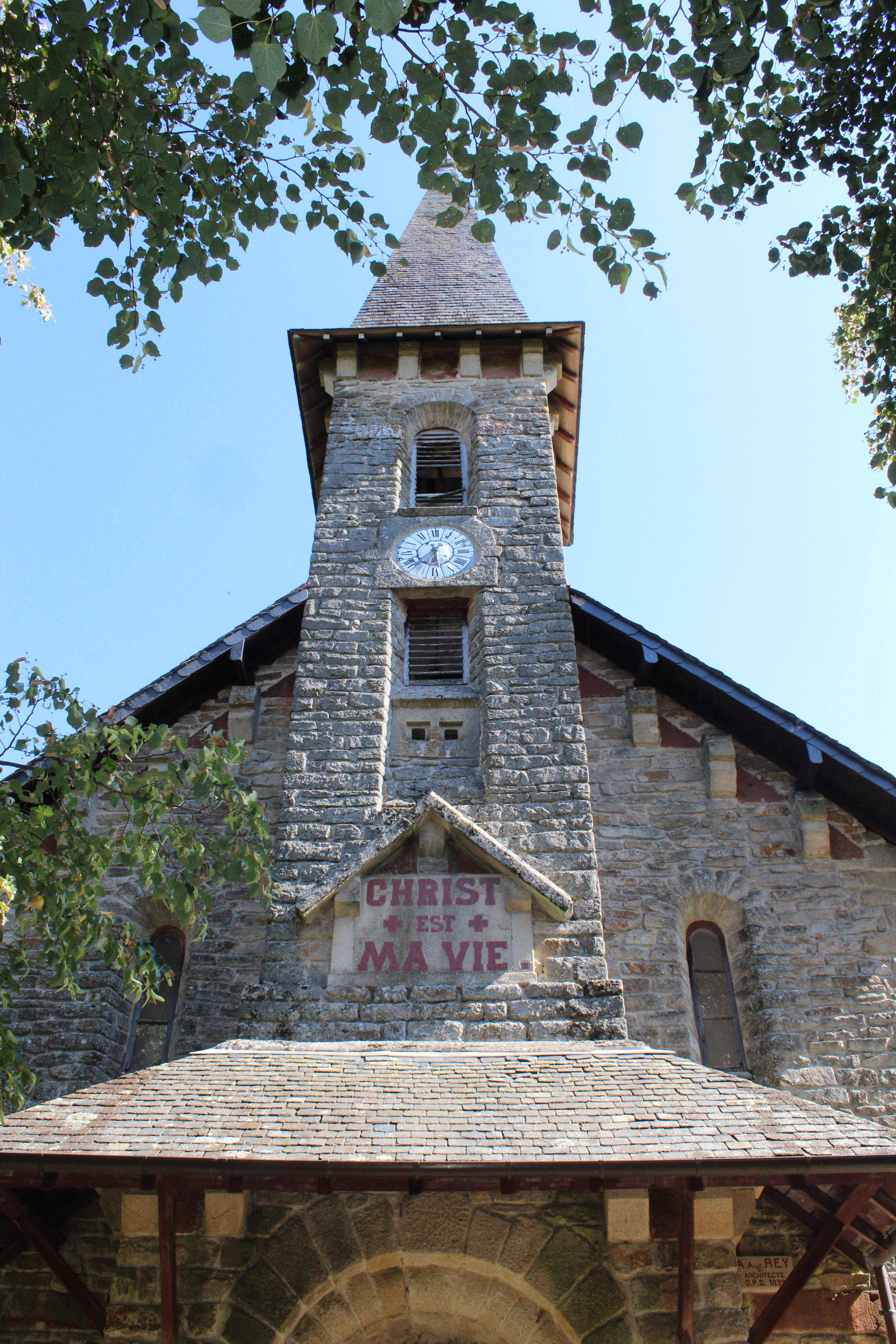
Le temple protestant.

- Temple protestant, construit par Adolphe Augustin Rey en 1900.
- Église Saint-Barthélemy de Madranges. Elle est inscrite à l'Inventaire général du patrimoine culturel[réf. nécessaire].

## Héraldique
| Blason de Madranges | Blason  | Parti : au 1er de gueules à trois fasces d'or, au chef cousu d'azur chargé de trois étoiles d'or, au 2e d'azur au lion d'or, armé et lampassé de gueules. |
| Blason de Madranges | Détails | Le statut officiel du blason reste à déterminer. |